# Alicia Vikander
Alicia Amanda Vikander (přechýleně Vikanderová; * 3. října 1988 Göteborg, Västra Götaland) je švédská herečka, producentka a baletka.

## Životopis
Narodila se v Göteborgu jako dcera Marie a Svanteho Vikanderových. Její matka pracovala jako divadelní herečka a otec jako psychiatr. Rodiče se rozešli, když jí byly dva měsíce a zůstala tak v péči matky. Ze strany svého otce má pět nevlastních sourozenců. Řekla, že v dětství měla z obou světů jen to nejlepší, když se jen o ní starala matka a každý druhý víkend chodila do domu svého otce, kde ji obklopila velká rodina.
Svou hereckou kariéru začala v sedmi letech, kdy účinkovala v göteburské opeře v muzikálu Kristina från Duvemåla, který napsali Björn Ulvaeus a Benny Andersson. V muzikálu hrála tři a půl roku a dále se v opeře objevila v muzikálech Za zvuků hudby a Bídníci. V roce 1997 se účastnila dětské pěvecké soutěže s názvem Småstjärnorna, kde zpívala píseň od Helen Sjöholms s názvem „Du måste finnas“. Danou epizodu vyhrála a porotci ji chválili za její jevištní výkon.
Od devíti let trénovala balet na Svenska Balettskolan v Göteborgu. V patnácti letech se přestěhovala do Stockholmu, kde žila sama a chtěla se stát sólovou tanečnicí. Kvůli letním kurzům cestovala po celém světě, například se podívala do School of American Ballet v New Yorku. V šestnácti letech téměř opustila školu kvůli účinkování v televizním seriálu a uvědomila si svou vášeň k herectví. O několik let později musela upustit od své taneční kariéry kvůli zranění. Dvakrát se hlásila na hereckou školu, ale nebyla přijata. Oproti tomu zvládla přijímací zkoušky na právnickou školu, do které ale nikdy nechodila. Místo toho se rozhodla následovat své sny a stát se herečkou.

## Kariéra

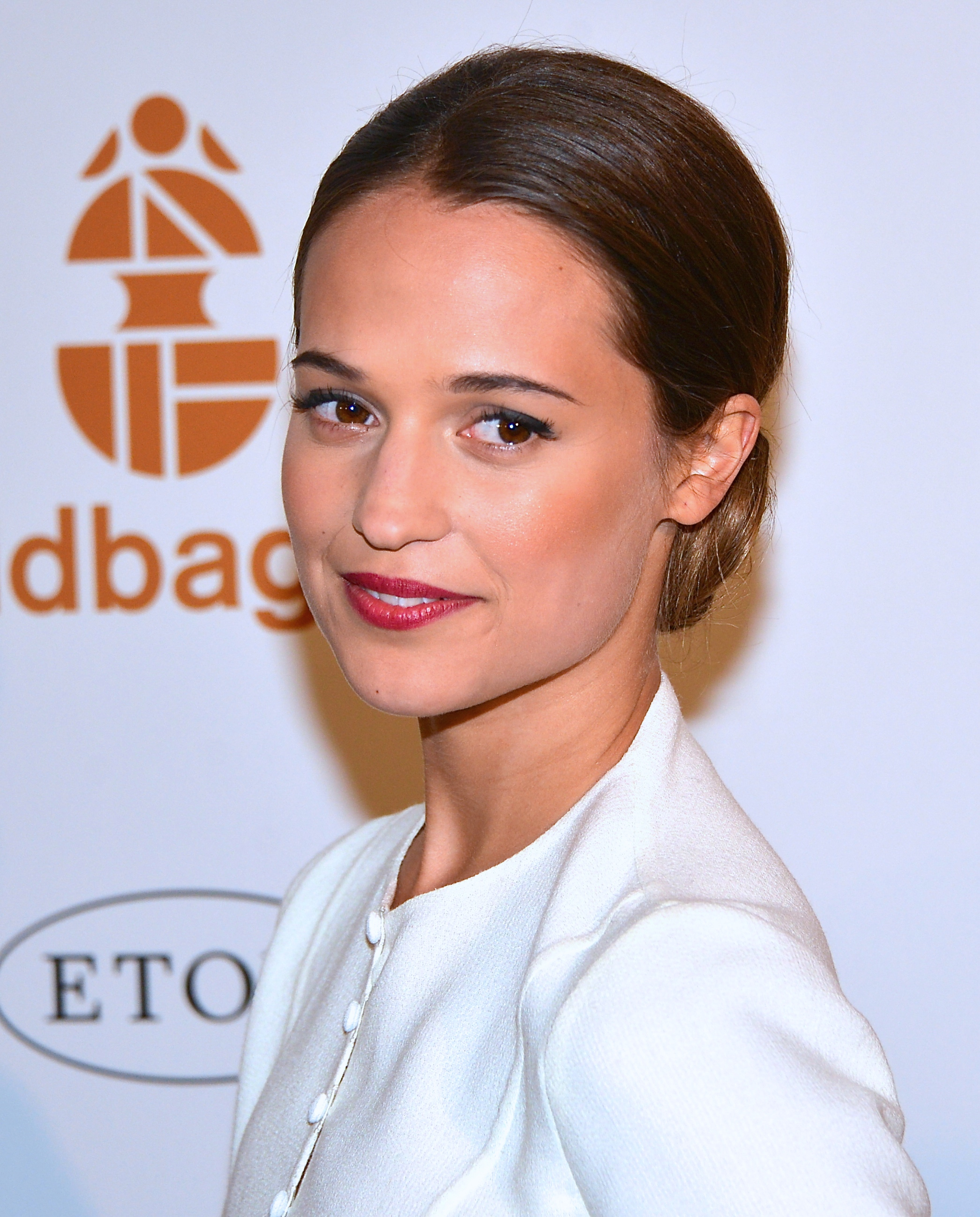
Vikander v roce 2013

Svou profesionální hereckou kariéru začala v krátkých filmech ve svém rodném Švédsku. V celé Skandinávii se proslavila v populárním televizním seriálu Andra Avenyn, kde hrála v letech 2008 až 2010. Jejím filmovým debutem byla role Katariny v švédském filmu Milovaná. Film pojednává o problémové sekretářce Katarině, která se zoufale snaží uniknout svému životu. Za tuto roli získala obdiv u kritiků a mimo jiné získala cenu pro stoupající hvězdu na Filmovém festivalu ve Stockholmu a na Berlínském mezinárodním filmovém festivalu a prestižní cenu Guldbagge pro nejlepší herečku. V roce 2011 ztvárnila hlavní roli Fragancie Fernandez ve filmu Korunovační klenoty.
V roce 2012 získala mezinárodní pozornost rolí Kitty v britském filmu Anna Karenina, v hlavní roli s Keirou Knightley. V ten samý rok rozšířila svou filmografii o dánský film, kdy se objevila ve filmu Královská aféra v roli královny Karoliny Matyldy Hannoverské. Film měl premiéru na Berlínském mezinárodním filmovém festivalu a byl nominován na Oscara za nejlepší cizojazyčný film. V roce 2013 ztvárnila členku německé pirátské strany Anke Domscheit-Berg ve filmu WikiLeaks. Filmu se dostalo smíšených recenzí, nicméně její herecký výkon byl kritiky chválen. Též hrála hlavní roli Eriky ve švédském filmu Hotel, za kterou získala cenu pro nejlepší herečku na Filmovém festivalu v Marrákeši. V roce 2014 se objevila v australském kriminálním thrilleru Syn zmaru.
V roce 2015 získala přízeň kritiků rolí Gerdou Wegener ve filmu Dánská dívka a získala za ní Oscara za nejlepší ženský herecký výkon ve vedlejší roli, čímž se stala druhou švédskou herečkou v historii, která tuto cenu získala. Též se objevila v roli umělé inteligence Avy v akčním filmu Ex Machina. Za roli byla nominována na Zlatý glóbus a na Filmovou cenu Britské akademie v kategorii nejlepší herečka ve vedlejší roli. Získala hlavní roli Very Brittain ve filmu Testament mládí, kde se objevila po boku Kita Haringtona a Emily Watson. Film byl příznivě přijat kritiky, stejně jako její výkon. Za roli Brittain byla nominována na cenu BIFA v kategorii nejlepší herecký výkon v britském nezávislém filmu. Ztvárnila roli čarodějnice Alice Deane ve fantasy filmu Sedmý syn, vyprávěla dokument Jag är Ingrid o Ingrid Bergmanové, měla hlavní ženskou roli v akčním filmu Guye Ritchieho, Krycí jméno U.N.C.L.E. a objevila se ve vedlejší roli ve filmu Dokonalý šéf.
Dne 6. května 2016 bylo oznámeno, že spolu se svým agentem Charlesem Collierem založila produkční společnost Vikarious. V roce 2016 se objevila po boku Matta Damona ve filmu Paula Greengrasse, Jason Bourne. Jejím druhým filmem v roce 2016 byl The Light Between Oceans. kde se objevila po boku Michaela Fassbendera a Rachel Weisz.

## Osobní život
Žije v Londýně. V roce 2014 navázala partnerský vztah s hercem Michaelem Fassbenderem, za kterého se v říjnu 2017 na Ibize provdala. Do manželství se roku 2021 narodil syn.

## Filmografie

### Film
| Rok           | Název                                 | Role                         |
| ------------- | ------------------------------------- | ---------------------------- |
| 2006          | Standing Outside Doors                | Alicia                       |
| 2007          | Darkness of Truth                     | Sandra Svensson              |
| 2007          | The Rain                              | tanečnice                    |
| 2008          | Love                                  | Fredrika                     |
| 2009          | Susans längtan                        | dívka v bytě                 |
| 2010          | Milovaná                              | Katarina                     |
| 2011          | Jeu de chiennes                       | švédská dívka                |
| 2011          | Korunovační klenoty                   | Fragancia Fernandez          |
| 2012          | Královská aféra                       | Karolina Matylda Hannoverská |
| 2012          | Anna Karenina                         | Kitty                        |
| 2013          | Hotel                                 | Erika                        |
| 2013          | WikiLeaks                             | Anke Domscheit-Berg          |
| 2014          | Testament mládí                       | Vera Brittain                |
| 2014          | Syn zmaru                             | Tasha                        |
| 2014          | Sedmý syn                             | Alice Deane                  |
| 2015          | Ex Machina                            | Ava                          |
| 2015          | Jag är Ingrid                         | vypravěčka                   |
| 2015          | Krycí jméno U.N.C.L.E.                | Gaby Teller                  |
| 2015          | Dokonalý šéf                          | Anne Marie                   |
| 2015          | Dánská dívka                          | Gerda Wegener                |
| 2016          | Jason Bourne                          | agentka Heather Lee          |
| 2016          | Světlo mezi oceány                    | Isabel Sherbourne            |
| 2017          | Tulipánová horečka                    | Sophia Sandvoort             |
| 2017          | Až na dno                             | Danielle Flinders            |
| 2017          | Stejní jako my                        | Huppu                        |
| 2017          | Euphoria                              | Ines                         |
| 2017          | Vánoce s mumínky                      | malá My (hlas)               |
| 2018          | Tomb Raider                           | Lara Croft                   |
| 2018          | The Magic Diner Pt.II (krátký film)   | ona sama                     |
| 2018          | Antropocén: Epocha člověka (dokument) | vypravěčka                   |
| 2019          | Kde se země chvěje                    | Lucy Fly                     |
| 2020          | Gloria na cestě                       | mladá Gloria Steinemová      |
| 2021          | Beckett                               | April Hanson                 |
| 2021          | Zelený rytíř                          | Essel / The Lady             |
| 2021          | Blue Bayou                            | Kathy LeBlanc                |
| 2023          | Firebrand                             | Kateřina Parrová             |
| bude oznámeno | Tomb Raider: Obsidian                 | Lara Croft                   |

### Televize
| Rok     | Název                          | Role                    | Poznámky                               |
| ------- | ------------------------------ | ----------------------- | -------------------------------------- |
| 2002    | Min balsamerade mor            | Ebba Du Rietz           | televizní film                         |
| 2003    | The Befallen                   | Drabbad Morker          | díl: „Slulet“                          |
| 2005    | En decemberdröm                | Tony                    | 13 dílů                                |
| 2007    | Levande föda                   | Linda                   | mini-série, 3 díly                     |
| 2007–08 | Andra Avenyn                   | Jossan Tegebrandt Björn | 39 dílů                                |
| 2008    | Höök                           | Katarina                | 2 díly                                 |
| 2018    | Imagine                        | vypravěč (hlas)         | díl: „Ingrid Bergman in Her Own Words“ |
| 2019    | One Red Nose Day and a Wedding | Faith                   | krátkometrážní TV speciál              |
| 2019    | Temný krystal: Věk vzdoru      | Mira (hlas)             | díl: „End. Begin. All the Same.“       |
| 2022    | Irma Vep                       | Mira Harberg / Musidora | také výkonná producentka               |